# Película de terror sin nombre
Película de terror sin nombre (en inglés, Untitled Horror Movie) es una película de comedia de terror estadounidense de 2021 dirigida por Nick Simon, quien coescribió el guion con Luke Baines. Baines también protagoniza la película junto a Claire Holt, Darren Barnet, Emmy Raver-Lampman, Katherine McNamara y Timothy Granaderos. La película utiliza convenciones de metraje encontrado y en una escena presenta su narrativa a través de una pantalla de computadora. Su trama sigue a seis actores que deciden crear una película de terror y, al hacerlo, invocan involuntariamente a un espíritu malévolo.
Película de terror sin nombre se filmó de forma remota debido a la pandemia de COVID-19. Los procesos de escritura, preproducción y filmación se llevaron a cabo durante las cuarentenas relacionadas con el COVID-19. Los actores de la película, que se aislaron en sus hogares durante el rodaje, fueron responsables de la iluminación, el maquillaje, el audio y el trabajo de cámara, con dirección, asistencia y comunicación a través de Zoom.

## Argumento
Después de que el actor Declan se entera de la cancelación del exitoso programa de televisión "Belle", donde él protagoniza, revela la noticia a sus compañeros de reparto: el aspirante a escritor Kip, la diva superficial Kelly, el sensato y confiado Alex, el muy tonto y divertido Chrissy. -amando a Max. Kip quiere aprovechar la oportunidad y les cuenta a sus amigos sobre una película de terror en la que ha estado trabajando. La idea de estar a cargo de su propia película los emociona y, aunque al principio Kelly duda, luego acepta con la condición de que la protagonice.
El grupo comienza a trabajar en la película, haciendo malabarismos entre mejorar el terrible guion de Kip y lidiar con la insatisfacción de Kelly. El péndulo de Chrissy les da la idea de filmar una sesión de espiritismo y Chrissy acepta usar el péndulo durante la filmación, aunque está en contra de la idea.
Max envía algunas de sus escenas a su mánager y afirma que la película será muy solicitada, lo que los motiva a continuar con la película. Chrissy luego comienza a recitar la sesión. En la noche, mientras filman la sesión, todo el grupo siente que suceden cosas extrañas, como que Declan escucha un trueno en su casa a pesar de que era una noche clara, Kelly siente una ráfaga de viento en su rostro y una sombra que aparece detrás de Chrissy, que ella afirma que no tenía ni idea. Más tarde, el grupo también notó la misma sombra en las imágenes de Alex.
Al día siguiente, Chrissy se une a la videollamada con un ojo morado y dice que no podía dejar de golpearse la noche anterior, incluso después de dejar de filmar. El grupo primero lo reprende como Chrissy tratando de llamar la atención, pero pronto se dan cuenta de que el resto del elenco estaba pasando cosas extrañas cada vez que intentaban filmar la escena de la sesión, lo que los asustó lo suficiente como para que Kip cancelara el rodaje por la noche.
Por la noche, Kip despierta a Alex diciéndole que Chrissy había subido un video horrible de una persona anónima grabándola mientras dormía. Alarmado, Kip se comunica con el resto del grupo, pero Chrissy desconecta a mitad de la llamada. Declan la llama por video para que el resto del grupo vea que alguien está en la casa de Chrissy. Declan se va para ayudarla mientras los demás observan cómo intenta sobrevivir a muchos ataques.
Declan llega a la casa de Chrissy a tiempo para presenciar cómo Chrissy se ahoga hasta morir después de darle su péndulo a Declan. Declan huye de su casa con el péndulo. Unos días después, Kip llama a Declan y le dice que encontraron el cuerpo de Chrissy y que su muerte fue declarada un accidente. El grupo discute si abandonar la película y Declan decide tirar el péndulo de Chrissy después de darse cuenta de que es la fuente de la entidad malvada. Sin embargo, luego es estrangulado hasta la muerte por la misma entidad y está poseído.
El resto del grupo, sin saber de la muerte de Declan, es invitado por los creadores de "Belle" y revela su intención de renovarla por tres temporadas más en honor a Chrissy. Uno de los productores, Bobbie, encuentra un paquete de Declan que contiene los materiales para la sesión de espiritismo y el péndulo de Chrissy. Después de que Bobbie recita la sesión de espiritismo nuevamente, todo el grupo está poseído mientras los productores se van, convencidos de que les estaban haciendo una broma.

## Reparto
- Claire Holt como Kelly
- Luke Baines como Declan
- Darren Barnet como Max
- Timothy Granaderos como Kip
- Katherine McNamara como Chrissy
- Emmy Raver-Lampman como Alex
- Kal Penn como Mark
- Aisha Tyler como Bobbie Brower
- Kevin Daniels como Harry
- Lesly Kahn como Ella misma
- Söhm Kapila como Michelle

## Producción
"Los actores hicieron de todo, desde iluminarse ellos mismos hasta grabar su propio sonido y peinarse y maquillarse. Tan loco como podría haber sido, fácilmente fue una de las experiencias más agradables de mi vida profesional. Fue uno de esos momentos únicos en la vida en los que todo se alinea en el momento exacto".
El director y coguionista Nick Simon, junto con la estrella y también coguionista Luke Baines, presentaron el concepto de Película de terror sin nombre a los productores Bronwyn Cornelius y Marina Stabile, quienes ayudaron a obtener fondos para el proyecto. Cornelius declaró que "nunca conocimos al elenco y al equipo y, sin embargo, todos nos unimos absolutamente virtualmente a través de estas llamadas de Zoom . Es fascinante lo conectado que puedes sentirte con alguien que nunca lo ha conocido físicamente. No necesitas perder ese vínculo solo porque no podemos estar físicamente en el mismo espacio".
Película de terror sin nombre se filmó de forma remota como resultado de la pandemia de COVID-19, y los procesos de escritura, preproducción y filmación se llevaron a cabo durante las cuarentenas relacionadas con el COVID-19. Simon y el resto del equipo enviaron paquetes que contenían suministros de maquillaje y cabello, equipo de cámara, accesorios y equipo de iluminación a los actores de la película, quienes se estaban aislando en sus respectivos hogares, y explicaron cómo configurar el equipo a través de llamadas de Zoom. El director de fotografía Kevin Duggin ayudó a los actores a montar las luces y preparar las tomas de la cámara, mientras que la jefa del departamento de peluquería y maquillaje, Stefanie Terzo, envió a los actores tutoriales en vídeo sobre cómo crear hematomas y heridas artificiales con maquillaje.
Una parte de la película presenta la narración a través de una pantalla de computadora, con los personajes interactuando a través de un chat de video. El resto de la película está filmada en un estilo de metraje encontrado más tradicional.
Se esperaba que la postproducción de la película terminara a principios de septiembre.

## Lanzamiento
La película tuvo su estreno transmitido en vivo el 12 de junio de 2021. Fue puesto a disposición para su visualización por (Yet) Another Distribution Company en servicios de video a pedido y plataformas digitales como iTunes y Amazon.com el 15 de junio de 2021.

## Recepción
En el sitio web del agregador de reseñas Rotten Tomatoes, el 80% de las reseñas de 10 críticos son positivas, con una calificación promedio de 6.90/10.